# Club Faust
Club Faust var en dansk koncert- og eventarrangør indenfor de mere mørke musikalske genrer.
Tidligere var Club Faust en alternativ natklub og et spillested i København, som hovedsageligt henvendte sig til den gothiske og Industrial-prægede danske undergrund.
Club Faust husede bl.a. de markante klubber 'The Black Cat' og 'The Dragonfly Society' m.fl. og blandt arrangørerne var også Club Stahlwerk og Club Braincorp.
Stilen på Faust var hovedsageligt inspireret af musik-genrene: Goth, Industrial, Neo-Folk, Batcave, EBM, Darkwave, Synth, Dark Rock m.m. Senere blev der dog åbnet op for andre genrer som punk, rockabilly, Indie og metal. Der var livemusik som oftest på onsdage samt fredag/lørdag med danske og udenlandske kunstnere. Herudover var der løbende mange special arrangementer.
Club Faust åbnede den 27. juli 2007 på 1. sal t.h. i Huset i Magstræde (ved siden af den hedengangne 80'er post-punk klub Barbue) og flyttede den 12. juni 2009 til mindre lokaler i Skindergade 20 i København, der tidligere havde huset klubber som Disco Volante, Spirit og Cockpitt. Klubben i Skindergade lukkede den 22. marts 2011, efter at Club Faust havde eksisteret i næsten 4 år.

## Bands og arrangementer
Af markante arrangementer på Club Faust kan bl.a. nævnes The Eighties Are Back, Hellektro UV Blackout party, Black Cat Military Party, Lena Quist Midnight Fashion Show, Cabarét Curiosa, Hellektro Cyber Vampires, Cabaret Carnivale, Cabaret Papillon, Twin Peaks Tribute Night, So Fucking 90's, Military Party, DDR – Disco From Behind The Iron Curtain, Night Of A Thousand Lights (Wagner fest), Kill Your Idols, Cabaret Verwandlung, Black Cat Halloween, Dark Market, en lang række afterparties, tribute nights, releases, memorials samt Faust's nytårsfester m.m.fl.
Af bands der gæstede klubben kan bl.a. nævnes Chainsaw Eaters, Melting Walkmen, Hola Ghost, Soreazis, Pink Marines, Touch Me Thermo, Ras Bolding, India, Vomit Supreme, Die Perlen (DE), Allerseelen (AT), Miel Noir (BG/DE), Cryo (SE), Maskinoperatör (SE), D-Tox (SE) m.m.fl.
Faust lukkede i Magstræde efter pres fra beboerne som fandt klubben støjende.